# Йоанна Боров'як
Йоанна Беата Боровяк, (Внук) (народилася 20 серпня 1967 у Влоцлавеку) — польська політикиня, педагогиня і депутатка місцевого самоврядування, депутатка Сейму VIII та IX термінів.

## Життєпис
Закінчила I ліцей у Влоцлавеку, а в 1993 році вивчала музичну освіту на педагогічному факультеті Педагогічного університету в Бидгощі. Закінчила аспірантуру в Університеті Миколи Коперника в Торуні, UWM в Ольштині та WSKSiM в Торуні. У 2005 році на гуманітарному факультеті Університету Миколи Коперника в Торуні здобула ступінь докторки гуманітарних наук зі спеціалізацією в релігійній педагогіці на основі дисертації під назвою «Формування релігійних установок учнів під час шкільної катехизи в молодших класах».
Працювала вчителькою в початкових школах, потім в одній із середніх шкіл у Влоцлавеку. Вона також стала науковою і викладацькою співробітницею Куявської вищої школи у Влоцлавеку.
Займалася політичною діяльністю в партії «Право і справедливість». У 2006 році отримала мандат міської ради Влоцлавека. Переобрана до муніципального уряду у 2010 і 2014 роках. Вона виконувала функції заступниці голови міської ради. У 2014 році невдало балотувалася до Європарламенту.
На парламентських виборах 2015 року балотувалася до Сейму в Торуньському виборчому окрузі. Вона була обрана депутаткою 8-го терміну, отримавши 8292 голоси. Невдало балотувалася на виборах до Європарламенту 2019 року. На виборах того ж року успішно балотувалася до парламенту, отримавши 15200 голосів.
У липні 2021 року була обрана до Політкомітету «Право і справедливість» і призначена секретаркою Політради ПіС.
У 2004 році отримала Бронзовий Хрест Заслуги, а у 2020 році бронзовий знак «За заслуги в пенітенціарній роботі».